# Ламур (округ, Північна Дакота)
Шаблон:StateAbbr_ 46°28′ пн. ш. 98°32′ зх. д. / 46.47° пн. ш. 98.53° зх. д.
Округ Ламур (англ. LaMoure County) — округ (графство) у штаті Північна Дакота, США. Ідентифікатор округу 38045.

## Історія
Округ утворений 1873 року.

## Демографія
За даними перепису 
2000 року 
загальне населення округу становило 4701 осіб, усе сільське.
Серед мешканців округу чоловіків було 2378, а жінок — 2323. В окрузі було 1942 домогосподарства, 1308 родин, які мешкали в 2271 будинках.
Середній розмір родини становив 2,99.
Віковий розподіл населення поданий у таблиці:
| Стать    | До 15 років | 15-21 | 22-29 | 30-39 | 40-49 | 50-65 | 65-85 | Понад 85 |
| -------- | ----------- | ----- | ----- | ----- | ----- | ----- | ----- | -------- |
| Чоловіки | 461         | 233   | 151   | 266   | 397   | 397   | 417   | 56       |
| Жінки    | 405         | 210   | 121   | 229   | 342   | 389   | 516   | 111      |

## Суміжні округи
- Статсмен — північ
- Барнс — північний схід
- Ренсом — схід
- Дікі — південь
- Макінтош — південний захід
- Логан — захід

## Виноски
1. ↑  US Decennial Census. US Census Bureau. Архів оригіналу за 4 квітня 2018. Процитовано 28 січня 2015.
2. ↑  Historical Census Browser. University of Virginia Library. Архів оригіналу за 11 серпня 2012. Процитовано 28 січня 2015.
3. ↑  Forstall, Richard L., ред. (20 квітня 1995). Population of Counties by Decennial Census: 1900 to 1990. US Census Bureau. Архів оригіналу за 5 березня 2015. Процитовано 28 січня 2015.
4. ↑  Census 2000 PHC-T-4. Ranking Tables for Counties: 1990 and 2000 (PDF). US Census Bureau. 2 квітня 2001. Архів оригіналу (PDF) за 18 грудня 2014. Процитовано 28 січня 2015.
5. ↑  State & County QuickFacts. US Census Bureau. Архів оригіналу за 7 червня 2011. Процитовано 1 листопада 2013.(англ.) Наведено за англійською вікіпедією.
6. ↑  American FactFinder. Бюро перепису населення США. Архів оригіналу за 26 лютого 2012. Процитовано 31 січня 2008.

| США | Це незавершена стаття з географії США. Ви можете допомогти проєкту, виправивши або дописавши її. |